# トヨタ・iA5
iA5（アイエーファイブ）は、広汽トヨタ自動車が中国で製造・販売しているセダン型電気自動車。

## 概要
2019年9月5日、広汽トヨタ自動車が電気自動車「iA5」を発売。